# 德丸英器
德丸 英器（とくまる えいき、1982年8月14日 - ）は、日本のシンガーソングライター、ローカルタレント、テレビレポーター、ラジオパーソナリティー。
SKUNK SHOT BOOSTERのメンバー（ボーカル）。鹿児島県薩摩川内市出身。佐賀大学文化教育学部卒業。
現在はソロ名義での音楽活動の他、佐賀県を中心にローカルタレントとしてテレビ・ラジオ・イベントMCとして活動中。
公益社団法人 ON THE ROAD アンバサダー兼 理事。
※バンドとしての経歴・活動はSKUNK SHOT BOOSTERを参照。

## 来歴
2007年にSKUNK SHOT BOOSTERボーカルとして、アミューズからメジャーデビュー（エイキ名義）。
バンドと並行してソロ活動を行っており、2016年2月、ソロ活動では初の商業作品となるシングル「居酒屋とくまる」をタワーレコードレーベル「FIRE STARTER」から枚数限定でリリース。発売から2か月で完売。
2013年からはエフエム佐賀で小城市広報番組「I ♥ OGI」のラジオパーソナリティを担当。小城市のゆるキャラのテーマソングを制作。
2016年からは、NHK佐賀放送局で「ニュースただいま佐賀」のエンタメコーナー「サガめし」、サガテレビでの情報コーナー担当など、テレビのレポーターとしても本格的に活動を開始。
2017年2月には、前作からの完全版となる『居酒屋とくまる』をタワーレコードレーベルから全国リリース。
同年、4月からはNBCラジオ佐賀の朝ワイド番組「ここ・らじ」の金曜を担当。
NBCラジオ(長崎・佐賀の両県で放送中)の「RADIO KING.」「ひるかラ」「佐賀市広報番組 SAGA “C” WAVE」のパーソナリティーを担当。
2023年3月から、武雄市・杵島郡のケーブルテレビ ケーブルワンの地域情報番組「サプライフ！」の水曜日を担当。
同年10月からは、エフエム佐賀の朝のワイド番組「Gat's Morning」の水曜日を担当。
また、佐賀県・サガテレビ主催の「佐賀さいこうフェス」の司会（ミュージシャンとして音楽ステージにも出演）をはじめ、テレビCMへの出演、CM音楽制作、CMナレーション、ボイスドラマでの声優など多方面で活動している。
- 2021年11月11日 - 自身のtwitterにてローカルタレントの青木理奈との入籍を発表。

## ディスコグラフィー

### 配信限定シングル
| 発売日        | タイトル |
| ------------- | --- |
| 2018年11月3日 | We Are ONE!!(ケーブルワンカップ テーマソング)                                                                  |
| 2022年6月28日 | LOVE WAVE (佐賀県献血推進キャンペーンソング)                                                                   |
| 2023年1月14日 | AIM HIGHER |
| 2023年6月10日 | エンパシー / とくまるえいき・あおきりな(らじきん)                                                              |
| 2024年2月11日 | 未来の君へ |
| 2024年8月14日 | ミッドナイト⭐︎レディオステーション (佐賀新聞創刊140周年を記念連載小説 「午前0時のラジオSAGA」公式イメージング) |

### アルバム
|     | 発売日        | タイトル       | 規格品番 | 収録曲 | 備考                                                      |
| --- | ------------- | -------------- | -------- | --- | --------------------------------------------------------- |
| 1st | 2017年1月11日 | 居酒屋とくまる | EGGS-017 | 1. とりあえず生で 2. シャンパン・アワー 3. 芋ロック 4. 赤ワイン 5. スパークリング日本酒 6. ハイボール 7. 乾杯! 8. テキーラ (1 shot ver) | Eggs タワーレコード限定盤 ※サブスク・ダウンロード配信あり |

## 主なレギュラー出演番組

### テレビ
- サガめし（NHK佐賀放送局）
- サプライフ　(ケーブルワン)

### ラジオ
- Gat’s Morning! (エフエム佐賀)
- RADIO KING.（長崎放送・NBCラジオ佐賀）
- ひるかラ（長崎放送・NBCラジオ佐賀）
- 佐賀市広報番組 SAGA “C” WAVE（長崎放送・NBCラジオ佐賀）

### WEB配信番組
- 德丸家

## 出演イベント
- 2018年3月11日 - TENJIN ONTAQ 2018
- 2018年10月20日 - 佐賀県主催 佐賀さいこうフェス (以降 毎年メインMC＋バンド出演)
- 2022年5月29日 -  Karatsu Seaside Camp in 玄界灘 MC
- 2024年5月3〜5日 - SAGAアリーナ プレオープンイベント”トライアルフェス” メインステージ MC
- 2024年10月5日 - 第78回 国民スポーツ大会"SAGA2024" 開会式 スタンドレポーター
- 2024年10月26日 - SAGA2024全国障害者スポーツ大会 開会式 スタンドレポーター